# Piruanycha ocoa
Piruanycha ocoa là một loài bọ cánh cứng trong họ Cerambycidae.